# Jobst von Dewitz
Jobst von Dewitz (ur. 1491 w Dobrej, zmarł 20 lutego 1542 w Wolgast) –– był radcą książęcym i kanclerzem na Pomorzu-Wolgast.

## Kariera
- W latach 1518-20 studiuje w Bolonii
- Dworzanin książąt pomorskich, gdzie jego ojciec był radnym Bogusława X
- W 1524 spotyka się z Marcinem Lutrem co ma wpływ na jego działalność
- Propagator Reformacji na Pomorzu
- Zostaje doradcą księcia Jerzego I
- W 1525 łagodzi niepokoje religijne w Stolp, gdy pojawił się tam teolog Johannes Amandi
- Towarzyszy Jerzemu I na Sejm Rzeszy w Spirze
- 1532 piastuje urząd kapitana zamku Wolgast wspierając księcia Filipa I w podziale dziedzictwa pomorskiego
- W 1534 wraz z kanclerzem szczecińskim Bartholomäusem Swawe odegrał kluczową rolę w zwołaniu parlamentu stanowego w Treptow nad Regą. Celem Sejmu trzebiatowskiego było wyegzekwowanie decyzji Pomorza na rzecz protestantyzmu. Oprócz konfliktów religijnych najważniejszą kwestią była przyszłość majątku kościelnego. Rady książęce omawiały wpływ książąt na dobra i organizację kościoła.
- W 1535 towarzyszył reformatorowi Janowi Bugenhagenowi, który odwiedzał poszczególne kościoły aby zapewnić wprowadzenie reformacji.
- W sierpniu 1535 Dewitz, Swawe i Bugenhagen prowadzą negocjacje z elektoratem Saksonii w sprawie przystąpienia do Związku szmalkaldzkiego
- Uzgadnia małżeństwo Filipa I i Marii Saskiej.
- W 1538 roku Dewitz kazał żonie wybudować w Dobrej zamek na wzór południowego skrzydła zamku szczecińskiego[2]
- W 1539 wraz z Bugenhagenem odgrywa kluczową rolę w ponownym otwarciu Uniwersytetu w Greifswaldzie
- Umiera 20 lutego 1542 i zostaje pochowany w krypcie książęcej w Wolgast.

## Rodzina
Jobst von Dewitz ożenił się z Ottilie von Arnim (zm. 25 czerwca 1576 w Daber) z rodu Gerswalde i miał z nią syna Bernda (1532–1584) oraz dwie córki Hippolytę (przed 1545–1592) i Urszulę (1542–1624).